# Pylaisia selwynii
Pylaisia selwynii là một loài Rêu trong họ Hypnaceae. Loài này được Kindb. mô tả khoa học đầu tiên năm 1889.